# Tremulina cracens
Tremulina cracens är en gräsväxtart som beskrevs av Barbara Gillian Briggs och Lawrence Alexander Sidney Johnson. Tremulina cracens ingår i släktet Tremulina och familjen Restionaceae. Inga underarter finns listade i Catalogue of Life.